# Alphabet phonétique international arabe
 (juillet 2012).
L'alphabet phonétique international arabe (APIA) est un système de transcription phonétique, basé sur l’écriture arabe, visant à adapter l’alphabet phonétique international (API) à l’écriture arabe. En plus d’équivalences avec les symboles de l’API, l’APIA possède quelques symboles supplémentaires. Il compte 186 symboles et deux polices d'écriture ont été conçues pour son utilisation.